# 全日新聞
全日新聞(蘇格蘭蓋爾語︰An Là)是在BBC Alba頻道播放的蘇格蘭蓋爾語新聞節目。 此節目於BBC Alba頻道的印威內斯的錄影廠拍攝。首播日期為2008年9月22日星期一晚上8時(英國時間)，為说蘇格蘭蓋爾語的人士提供三十分鐘的本地、國內及國際的新聞。週日晚上設Seachd Là，2008年9月28日星期日下午6時30分首播。節目大部分內容於印威內斯的錄影廠拍攝，天氣及體育方面則由Pacific Quay錄影廠提供。

## 拍攝隊伍

### 主播
| - 安琪拉·麥林 | - 埃恩·麥林 |

### 體育主播
- 德利克‧默瑞

### 天氣主播
| - 克爾斯婷·麥克唐納 | - 莎拉·克魯伊克山克 |

### 記者
| 斯托諾威（Stornoway） - 諾曼·坎普爾 - 阿拉斯代爾·麥科雷 - 卡崔安娜·麥林 | （Argyll） - 丹尼爾·麥克萊德 |

| 斯凱（Skye） - 埃恩·麥克迪爾美德 | 烏伊斯特（Uist） - 埃里德·麥卡斯基爾 |

因弗内斯
- Calum MacDonald
- Eilidh MacLeod
- Donald Morrison
- Mairi Rodgers

| 格拉斯哥 - Daibhidh Eyre - Morna MacLeod - Caitriana MacPherson | 苏格兰议会 - Michael MacNeil (politics) - Niall O'Gallagher (politics) |

## Seachd Là
Seachd Là（七日新聞）是在BBC Alba頻道播放的蘇格蘭蓋爾語新聞節目。每週日晚上播放。

## 參看
- Telefios

## 外部連結
- 在BBC Online了解Naidheachdan
- Watch The Latest Edition of An Là (Gaelic)（页面存档备份，存于）

Template:BBCScotlandProgrammes
Template:BBC Local TV